# Adelaida García Morales
Adelaida García Morales (Badajoz, 1945-Dos Hermanas, 22 de septiembre de 2014) fue una escritora española.

## Biografía
No fue al colegio hasta los 10 años, aunque recibió clases de su madre en casa. A los 13 años, se trasladó a Sevilla, de donde eran sus padres, ciudad donde vivió gran parte de su juventud. Allí estudió en el colegio de las Teresianas, luego en el Instituto Murillo y los dos primeros cursos de Filosofía y Letras en las aulas de la Fábrica de Tabacos. En esos años, se unió al grupo de teatro 'Esperpento', del que también formaban parte Alfonso Guerra, Carmen Reina, Gualberto García y Amparo Rubiales.
A finales de los años 60, se trasladó a Madrid, donde continuó con sus estudios de Filosofía y Letras hasta licenciarse en 1970. En la universidad conoció al escritor Agustín García Calvo, quien la inició en el anarquismo. En 1972, estudió escritura de guiones en la Escuela Oficial de Cine y entabló una relación con el director cinematográfico Víctor Erice, que se convirtió en su pareja durante más de veinte años. Trabajó como profesora de secundaria de lengua española y filosofía, Además, fue modelo y actriz, y también traductora de la Organización de Países Exportadores de Petróleo (OPEC) en Argelia.
Aunque debutó en el panorama literario en 1981, alcanzó el reconocimiento en 1985 con un aclamado volumen que reunía dos novelas cortas: El sur y Bene. La primera, que trata sobre la ausencia en la relación de un padre y su hija adolescente, fue llevada al cine antes de la publicación de la novela por su entonces pareja Víctor Erice con el mismo nombre: El sur. Con su siguiente obra, El silencio de las sirenas (que transcurre en Capileira, una localidad de La Alpujarra, lugar donde ella residió junto a Erice durante cinco años a finales de la década de los 60), obtuvo el Premio Herralde de Novela y también el Premio Ícaro (instituido por el Diario 16). En 1995, se separó de Víctor Erice y poco después se trasladó a vivir a Dos Hermanas con su hijo mayor.
Adelaida García falleció por una insuficiencia cardiaca el 22 de septiembre de 2014 en Dos Hermanas.

## Obra

### Novela
- 1981 – Archipiélago, finalista del Premio Sésamo 1981
- 1985 – El sur y Bene. Anagrama (son dos novelas cortas en el mismo volumen)
- 1985 – El silencio de las sirenas. Anagrama. Premio Herralde 1985 y Premio Ícaro 1985

- 1990 – La lógica del vampiro. Anagrama.
- 1994 – Las mujeres de Héctor.  Anagrama.
- 1995 – La tía Águeda. Anagrama.
- 1996 – Nasmiya. Plaza y Janés.
- 1997 – El accidente. Anaya.
- 1997 – La señorita Medina. Plaza y Janés.
- 1999 – El secreto de Elisa. Debate.
- 2001 – Una historia perversa. Planeta.
- 2001 – El testamento de Regina. Debate.

### Cuentos
- 1996 – Mujeres solas. Plaza y Janés.
- 1998 – La carta. Cuento en Vidas de mujer. Alianza. VV. AA.
- 1999 – El legado de Amparo. Cuento en Mujeres al alba. Alfaguara. VV.AA.
- 2008 – La mirada. Cuento en Don Juan. Relatos. 451 Editores. VV.AA.

## Premios y reconocimientos
- 1985 Premio Herralde de Novela por su obra El silencio de las sirenas.[6]
- 1985 Premio Ícaro de Diario 16 por su obra El silencio de las sirenas.[7]
- En 2016 se publicó la novela Los últimos días de Adelaida García Morales, de la escritora Elvira Navarro que, en palabras de la propia escritora, no es una biografía sino una obra de ficción, «una narración cercana al falso documental» en la que «Todo lo que se narra es falso, y en ningún caso debe leerse como una crónica de los últimos días de Adelaida García Morales».[8][9] La obra fue duramente criticada por Víctor Erice debido a que el contenido no se ajusta a lo anunciado en el título.[10]